# موفقیت (فیلم ۱۹۹۱)
موفقیت (آلمانی: Erfolg) یک فیلم درام به کاگردانی فرانتس زایتس جونیور محصول کشور آلمان غربی بود که در چهل و یکمین جشنواره بین‌المللی فیلم برلین شرکت کرده بود.

## بازیگران
- برونو گانتس در نقش Jacques Tüverlin
- Franziska Walser در نقش Johanna Krain
- پیتر زیمونیشک در نقش Dr. Martin Krüger
- متیو کریر در نقش Erich Bornhaak
- Gudrun Gabriel در نقش Anna Elisabeth Haider
- مانفرد زاپاتکا در نقش Kaspar Pröckl
- توماس هولتزمن در نقش Dr. Franz Flaucher
- Jutta Speidel در نقش Katharina von Radolny
- Gerd Anthoff در نقش Paul Hessreither
- Günter Mack در نقش Förtsch
- دیتریش ماتائوش در نقش Dr. Hartl, Amtsgerichtspräsident
- برنهارد ویکی در نقش Bichler
- ارنست یاکوبی در نقش Dr. Siegbert Geier
- مارتین بنرات در نقش Dr. Otto Klenk
- گوستل بایرهامر در نقش Vorsitzender Disziplinarausschuß